# Hungría en los Juegos Olímpicos de Helsinki 1952
Hungría estuvo representada en los Juegos Olímpicos de Helsinki 1952 por un total de 189 deportistas que compitieron en 15 deportes.  
El portador de la bandera en la ceremonia de apertura fue el atleta Imre Németh.

## Medallistas
El equipo olímpico húngaro obtuvo las siguientes medallas:
| Nombre | Deporte            | Competición                                       |
| --- | ------------------ | ------------------------------------------------- |
| Oro |                    |                                                   |
| József Csermák                                                                                             | Atletismo          | Martillo M                                        |
| László Papp                                                                                                | Boxeo              | Superwélter (71 kg) M                             |
| Pál Kovács                                                                                                 | Esgrima            | Sable ind. M                                      |
| Pál Kovács Tibor Berczelly Aladár Gerevich Rudolf Kárpáti Bertalan Papp László Rajcsányi                   | Esgrima            | Sable por eqs. M                                  |
| Equipo | Fútbol             | Torneo M                                          |
| Ágnes Keleti                                                                                               | Gimnasia artística | Suleo F                                           |
| Margit Korondi                                                                                             | Gimnasia artística | Asimétricas F                                     |
| Imre Hódos                                                                                                 | Lucha grecorromana | 57 kg M                                           |
| Miklós Szilvásy                                                                                            | Lucha grecorromana | 73 kg M                                           |
| Katalin Szőke                                                                                              | Natación           | 100 m libre F                                     |
| Valéria Gyenge                                                                                             | Natación           | 400 m libre F                                     |
| Éva Székely                                                                                                | Natación           | 200 m braza F                                     |
| Ilona Novák Judit Temes Éva Novák Katalin Szőke Mária Littomeritzky                                        | Natación           | 4 × 100 m libre F                                 |
| Gábor Benedek Aladár Kovácsi István Szondy                                                                 | Pentatlón moderno  | Equipos M                                         |
| Károly Takács                                                                                              | Tiro               | Pistola rápida de fuego 25 m M                    |
| Equipo | Waterpolo          | Torneo M                                          |
| Plata |                    |                                                   |
| Aladár Gerevich                                                                                            | Esgrima            | Sable ind. M                                      |
| Ilona Elek                                                                                                 | Esgrima            | Florete ind. F                                    |
| Margit Korondi Ágnes Keleti Edit Weckinger Olga Tass Erzsébet Köteles Mária Kövi Andrea Bodó Irén Karcsics | Gimnasia artística | Concurso completo por eqs. F                      |
| Imre Polyák                                                                                                | Lucha grecorromana | 62 kg M                                           |
| Éva Novák                                                                                                  | Natación           | 400 m libre F                                     |
| Éva Novák                                                                                                  | Natación           | 200 m braza F                                     |
| Gábor Benedek                                                                                              | Pentatlón moderno  | Individual M                                      |
| János Parti                                                                                                | Piragüismo         | C1 1000 m M                                       |
| Gábor Novák                                                                                                | Piragüismo         | C1 10 000 m M                                     |
| Szilárd Kun                                                                                                | Tiro               | Pistola rápida de fuego 25 m M                    |
| Bronce |                    |                                                   |
| Antal Róka                                                                                                 | Atletismo          | 50 km marcha M                                    |
| László Zarándi Géza Varásdi György Csányi Béla Goldoványi                                                  | Atletismo          | 4 × 100 m M                                       |
| Ödön Földessy                                                                                              | Atletismo          | Salto de longitud M                               |
| Imre Németh                                                                                                | Atletismo          | Martillo M                                        |
| Tibor Berczelly                                                                                            | Esgrima            | Sable ind. M                                      |
| Tibor Berczelly Aladár Gerevich Lajos Maszlay Endre Palócz József Sákovics Endre Tilli                     | Esgrima            | Florete por eqs. M                                |
| Margit Korondi                                                                                             | Gimnasia artística | Concurso completo ind. F                          |
| Margit Korondi                                                                                             | Gimnasia artística | Suelo F                                           |
| Margit Korondi                                                                                             | Gimnasia artística | Bara de equilibrio F                              |
| Ágnes Keleti                                                                                               | Gimnasia artística | Asimétricas F                                     |
| Andrea Bodó Irén Karcsics Erzsébet Köteles Ágnes Keleti Margit Korondi Edit Weckinger Olga Tass Mária Kövi | Gimnasia artística | Concurso completo por eqs. (aparatos portables) F |
| György Gurics                                                                                              | Lucha libre        | 79 kg M                                           |
| Judit Temes                                                                                                | Natación           | 100 m libre F                                     |
| István Szondy                                                                                              | Pentatlón moderno  | Individual M                                      |
| József Gurovits Ferenc Varga                                                                               | Piragüismo         | K2 10 000 m M                                     |
| Ambrus Balogh                                                                                              | Tiro               | Pistola 50 m M                                    |